# 碧井エリ
碧井 エリ（あおい えり、1986年3月5日 - ）は、日本の歌手、司会、ナレーター、元レースクイーン。バンドエリエール35号のボーカリスト。埼玉県出身。

## 人物
高校時代から芸能プロダクションに所属し、歌手、モデル、レースクイーンなどを経験し、現在はエリエール35号、MC、ナレーターを中心に活動している。特にMC、ナレーターとしてはトークショー、記者発表の進行役、セミナーの司会、企業PVのナレーション、ケーブルテレビのレポーターと、多岐にわたる仕事を数多くこなし、話す仕事のスペシャリストとして知られている。
趣味は衣装デザインと制作、ゲーム、モータースポーツ鑑賞、麻雀、作詞。弟が1人いる。
バンドは自身のインディーズレーベル「EMYU RECORDS」を立ち上げCDをリリースしている。2018年3月には1stアルバム「PLAY START」を全国リリース、日本各地でライブを行うなど精力的に活動している。
2012年お台場合衆国に設置されたニコニコ神社で巫女を勤め、最終日の番組エンディングに本人が作詞作曲歌を担当した『ニコニコ神社の歌』が流れた。
東京ゲームショウやジャンプフェスタ等のイベントでスクウェア・エニックスブース内「ドラゴンクエストX」のステージ公式MCを担当し、自作のひつじのころも衣装を披露。またDQXTVではプレイヤーとしても参加した事がある。

## 主な活動履歴

### モータースポーツ関連
- 2009年：D1グランプリ アップガレージ「ドリフトエンジェルス」 Team Raccoon （レースクイーン）[1]
- 2009年：SUPER GT「DGRQ」 （レースクイーン）[13]
- 2011年：D1グランプリ TOYO TIRES （レースクイーン）[14][15][16]
- 2013年：SUPER GT SUBARU BRZ （応援MC）
- 2016年：SUPER GT オートバックス （ステージMC）
- 2017年：SUPER GT オートバックス （ステージMC）[17]
- 他

### イベントMC及びコンパニオン
- 東京ゲームショウ（2009年：スクウェア・エニックス[18]、2010年：カプコン[19]）
- ジャンプフェスタ（2014年：DQXTVステージMC）
- 東京モーターショー（2011年：日本自動車車体工業会ブースMC[20]）
- CEATEC JAPAN
- 東京オートサロン（2010年：アップガレージドリフトエンジェルス[21]、2011年：TOYO TIRES[22]）

他